# Rebecca Petch
Rebecca Petch (* 9. Juli 1998 in Te Awamutu) ist eine neuseeländische Radrennfahrerin, die früher BMX-Rennen betrieb und nun auf der Bahn aktiv ist.

## Sportlicher Werdegang
Petch begann im Alter von drei Jahren mit dem BMX-Fahren, zusammen mit ihrem Bruder und ihrem Vater. Als Juniorin war sie 2015 und 2016 neuseeländische Meisterin, auch in der Elite war sie vierfache Landesmeisterin (2018, 2020, 2021, 2022). Im BMX-Weltcup trat sie von 2017 bis 2020 an und stand einmal (2018 in Heusden-Zolder) im Finale. Bei BMX-Rennsport-Weltmeisterschaften war ein 11. Platz 2018 ihr bestes Resultat. Petch war Neuseelands Repräsentantin im olympischen BMX-Rennen 2021, wo sie ins Halbfinale kam und insgesamt den 12. Platz belegte.
Nach den Olympischen Spielen trat der neuseeländische Radsportverband an sie heran, der auf der Suche nach einer Anfahrerin im Teamsprint auf der Bahn war. Obwohl sie nie zuvor Bahnradsport betrieben hatte, ließ sie sich überzeugen und verbesserte innerhalb eines Monats den Landesrekord über 250 Meter bei stehendem Start. 2022 stellten sich erste Erfolge ein mit dem Gewinn der neuseeländischen und ozeanischen Meisterschaften sowie bei den Commonwealth Games. Auch individuell konnte sie sich als Zeitfahrerin einen Namen machen.
Im April 2022 trat Petch ein letztes Mal bei Ozeanien-Meisterschaften im BMX-Rennsport an und gewann den Wettbewerb, bei dem sie schon fünf Medaillen, aber noch keinen Sieg davongetragen hatte. Im September des Jahres beendete sie ihre BMX-Karriere, um sich voll auf den Bahnradsport zu konzentrieren. 2023 und 2024 folgten neben weiteren Erfolgen bei neuseeländischen und ozeanischen Meisterschaften eine Teilnahme an den Bahnradsport-Weltmeisterschaften 2023 sowie ein dritter Platz im Teamsprint beim Nations Cup 2024 in Adelaide. Bei den Olympischen Spielen 2024 in Paris gewann Petch die Silbermedaille im Teamsprint.

## Erfolge
| 2015 Neuseeländische Meisterin (Junioren) Ozeanien-Meisterschaften (Junioren) 2016 Neuseeländische Meisterin (Junioren) Ozeanien-Meisterschaften (Junioren) 2017 Ozeanien-Meisterschaften 2018 Neuseeländische Meisterin Ozeanien-Meisterschaften 2019 Ozeanien-Meisterschaften 2020 Neuseeländische Meisterin 2021 Neuseeländische Meisterin 2022 Ozeanien-Meisterin Neuseeländische Meisterin | 2022 Ozeanien-Meisterin – Teamsprint (mit Olivia King und Ellesse Andrews) Neuseeländische Meisterin – Zeitfahren, Teamsprint (mit Michaela Drummond und Olivia King) Commonwealth Games – Teamsprint (mit Olivia King und Ellesse Andrews) Ozeanien-Meisterschaften – Zeitfahren 2023 Ozeanien-Meisterschaften – Zeitfahren, Teamsprint (mit Olivia King und Ellesse Andrews) 2024 Neuseeländische Meisterin – Keirin, Teamsprint (mit Olivia King und Shaane Fulton) Ozeanien-Meisterschaften – Teamsprint (mit Sophie De Vries und Shaane Fulton) Olympische Spiele – Teamsprint |